# Cząsteczki łaciate
Cząsteczki łaciate (ang. patchy particles) – nano- lub mikro- cząsteczki koloidalne, na powierzchni których występują obszary, zwane "łatami", o odmiennych właściwościach niż powierzchnia cząsteczki ("rdzenia") na której zostały osadzone. Obecność łat prowadzi do występowania anizotropowych, oraz silnie ukierunkowanych oddziaływań z innymi cząsteczkami lub powierzchnią. Różnice pomiędzy łatami a rdzeniem mogą być związane z: (i) charakterem chemicznym poszczególnych obszarów np. występowanie hydrofobowych łat na powierzchni hydrofilowego rdzenia (modyfikacja entalpowa) , (ii) zmianą topologii powierzchni cząsteczki np. występowanie wgłębień na powierzchni (modyfikacja entropowa) , (iii) występowanie obu różnic jednocześnie. Szczególnym przykładem cząsteczek łaciatych są cząsteczki, posiadające na swojej powierzchni dwa obszary o jednakowym rozmiarze, które posiadają przeciwne właściwości. Obszary te mogą być np. hydrofilowe/hydrofobowe, metaliczne/polimerowe, organiczne/nieorganiczne. Cząsteczki takie nazwamy cząsteczkami Janusa, których nazwa pochodzi od Rzymskiego Boga Janusa, posiadającego dwie twarze.

## Synteza cząsteczek łaciatych
Istnieje wiele metod modyfikacji powierzchni, które ogólnie można podzielić na dwie kategorie: (i) depozycja fazy ciekłej (LPD ang. Liquid Phase Deposition), oraz (ii) depozycja par (VPD ang. Vapour Phase Deposition). Do metod LPD zaliczamy chemiczne, elektrochemiczne, bezprądowe oraz warstwowe metody depozycji grup funkcyjnych. Do metod VPD możemy zaliczyć techniki chemicznego osadzenia z fazy gazowej (CVD ang. Chemical Vapour Deposition), epitaksji z wiązek molekularnych (MBE ang. Molecular Beam Epitaxy), oraz fizycznego osadzenia z fazy gazowej (PVD ang. Phisical Vapour Deposition). Innymi metodami wykorzystywanymi do produkcji cząsteczek łaciatych są np. techniki wykorzystujące kapilarny przepływ dwóch lub więcej polimerów (ang. capillary flow techniques) oraz techniki wykorzystujące łączenie się cząstek koloidalnych w większe agregaty.

## Samoorganizacja cząsteczek łaciatych
Samoorganizacja jest procesem, w którym cząsteczki łączą się w większe struktury w zależności od właściwości oddziaływań występujących między nimi, bez zewnętrznej ingerencji człowieka.W przeciwieństwie do cząsteczek izotropowych, które organizują się w gęsto upakowane sieci krystaliczne (tj. fcc i hcp), cząsteczki łaciate mogą prowadzić do powstawania dobrze zdefiniowanych sieci posiadających bardziej otwartą strukturę. Istotnymi czynnikami w procesie samoorganizacji cząsteczek łaciatych jest nie tylko charakter i ilość łat, występujących na powierzchni cząśteczki ale również: (i) symetria rozmieszczenia łat na cząsteczce, (ii) wielkość oddziałujących obszarów, oraz (iii) kształtu cząsteczki łaciatej. Czynniki te mogą być dowolnie modyfikowane, przez co geometria oraz wymiarowość powstałych struktur jest ogromna. Z powodu występowania mnogości struktur, proces samoorganizacji cząsteczek łaciatych jest obiektem zainteresowania zarówno badań symulacyjnych oraz eksperymentalnych. Przykładowymi strukturami, o różnej wymiarowości, które powstają w procesie samoorganizacji cząsteczek łaciatych mogą być np. (i) jednowymiarowe łańcuchy , (ii) dwuwymiarowa sieć kagome, , (iii) trójwymiarowa sieć diamentowa.

## Zastosowanie cząsteczek łaciatych
Ze względu na możliwość tworzenia różnych sieci o porządanych właściwościach cząsteczki łaciate mogą znaleźć potencjalne zastosowanie w wielu dziedzinach m.in. biotechnologii , nanotechnologii, elektronice oraz w produkowaniu energii odnawialnej.